# Johan Birnie
Johan Birnie (Amersfoort, 24 juli 1920 – Utrecht, 11 augustus 1997), sergeant-adelborst en student geneeskunde, sloot zich in de zomer van 1940 aan bij de verzetsorganisatie van Joan Schimmelpenninck en werd diens contactpersoon in Groningen. Hij verrichtte inlichtingenwerk, rekruteerde onder anderen Peter Tazelaar en verschafte onderdak aan geheim agent Johannes ter Laak.

## Arrestatie en gevangenschap
Op 13 maart 1942 werd Birnie in Groningen door de Sicherheitsdienst gearresteerd op verdenking van lidmaatschap van de Ordedienst. Hij werd vastgezet in het Groningse Huis van Bewaring. Op 23 maart 1942 werd hij overgebracht naar de gevangenis van Scheveningen, hier werd hij geregistreerd als Schutzhäfling 1944. Van 6 november 1942 tot begin januari 1943 verbleef hij in Kamp Amersfoort. Wegens de ontruiming van dit kamp werd hij overgeplaatst naar Kamp Vught, hier moest hij voorkomen bij het SS Feldgericht. Birnie was reeds bij verstek ter dood veroordeeld. Nu werd hem tijdens de zitting het voorstel gedaan om te gaan dienen bij de Kriegsmarine; daarmee zou de doodstraf vervallen. Dit weigerde Birnie omdat hij als militair trouw had gezworen aan de koningin.
In de periode augustus-september 1943 verbleef hij korte tijd in Kamp Haaren. Vanwege Dolle Dinsdag keerde hij terug in kamp Vught, waar hij terechtkwam in de gevreesde 'bunker' (de interne SD-gevangenis). Vanwege de ontruiming van Kamp Vught werd Birnie op 5 of 6 september 1944 op transport gesteld naar het concentratiekamp Sachsenhausen (Oranienburg). Na aankomst aldaar werd hij geregistreerd als gevangene 100869 en vervolgens tewerkgesteld in Arbeitslager Heinkel. Op 2 mei 1945 werd hij tijdens een evacuatiemars in de omgeving van Schwerin bevrijd. In het displaced persons-kamp Hagenow verrichtte hij werkzaamheden als arts. Op 9 juni 1945 keerde hij terug in Nederland.

## Na de oorlog
Na de oorlog werd Birnie gynaecoloog en promoveerde in Leiden. Hij had een praktijk aan de Maliebaan in Utrecht.

## Onderscheiding
- Verzetsherdenkingskruis[1]